# 赵武成
赵武成（1912年—2010年），曾用名赵兴宋、赵武城，山西省昔阳县官道咀村人，中华人民共和国政治人物。
早年毕业于山西国民师范学校，后加入山西牺牲救国同盟会，任山西国民兵军官教导团第五团第十连指导员。抗日战争期间，担任中共昔阳县委书记兼晋东游击队政治部主任。1941年，任晋冀豫区第三地委、第一地委宣传部部长。1943年，任第一地委副书记。第二次国共内战期间，担任中共太行区第一地委副书记兼晋冀鲁豫军区第十二军分区副政委、政委。1949年，担任郑州市委书记。1954年，调任广州市委第二书记。1961年，升任中共广东省委书记处书记。1963年，改任中共河北省委书记处书记。1977年，担任中共天津市委书记。